# (100874) 1998 HG83
(100874) 1998 HG83 es un asteroide perteneciente al cinturón exterior de asteroides, región del sistema solar que se encuentra entre las órbitas de Marte y Júpiter, descubierto el 21 de abril de 1998 por el equipo del Lincoln Near-Earth Asteroid Research desde el Laboratorio Lincoln, Socorro, Nuevo México, Estados Unidos.

## Designación y nombre
Designado provisionalmente como 1998 HG83. 

## Características orbitales
1998 HG83 está situado a una distancia media del Sol de 3,222 ua, pudiendo alejarse hasta 3,795 ua y acercarse hasta 2,649 ua. Su excentricidad es 0,177 y la inclinación orbital 6,820 grados. Emplea 2113,13 días en completar una órbita alrededor del Sol.

## Características físicas
La magnitud absoluta de 1998 HG83 es 14,7. Tiene 5,964 km de diámetro y su albedo se estima en 0,072. 